# La fiera delle illusioni
La fiera delle illusioni (Nightmare Alley) è un film del 1947 diretto da Edmund Goulding.

## Trama
Stan, giovane e piacente imbonitore da fiera, carpisce i segreti del mestiere a Zeena, compagna di un vecchio mago, e se ne serve per sbarcare il lunario con finti esperimenti di spiritismo. Nelle sue esibizioni è aiutato dalla dolce Molly, che è innamorata di lui. Gli sarà fatale l'incontro con Lilith Ritter, una psicologa di pochi scrupoli, che stringe con lui un accordo per truffare i suoi facoltosi clienti.
Pubblicamente smascherato da Molly, l'uomo dovrà porre fine ai suoi imbrogli, mentre la gelida Lilith, rivelando una natura criminale, non esiterà a sbarazzarsi di lui. Finito in una spirale autodistruttiva e tormentato dai sensi di colpa, Stan dovrà tornare al circo dove, costretto a esibirsi come un fenomeno da baraccone, sarà straziato da incubi spaventosi fino a perdere la ragione. Ancora innamorata di lui, Molly accorre in suo aiuto e, salvandolo dal peggio, decide di prendersi cura di lui.

## Produzione
Tratto da un romanzo di William Lindsay Gresham e divenuto con gli anni un oggetto di culto per l'atmosfera morbosa e inquietante che lo pervade (e che in alcune sequenze evoca addirittura il celebre Freaks di Tod Browning), il film rappresentò un coraggioso tentativo di Tyrone Power, appena tornato dalla guerra, di scrollarsi di dosso i ruoli di romantico avventuriero ai quali doveva la sua fama per affrontare un personaggio molto complesso, cinico e vulnerabile al tempo stesso, troppo fragile per reggere il peso dei suoi stessi raggiri.
Nonostante il lieto fine imposto dalla 20th Century Fox, il film sprigiona un torbido fascino grazie anche alla sapiente regia di Edmund Goulding, autore di film tanto raffinati quanto sottilmente disturbanti, che aveva già diretto Tyrone Power in un film di grande successo, Il filo del rasoio. La preparazione delle riprese fu piuttosto accidentata, anche perché il potente produttore Darryl Zanuck lamentava l'assenza nella sceneggiatura di personaggi positivi e imponeva allo sceneggiatore Jules Furthman di sfumare alcune situazioni troppo scabrose. Nel novembre 1946 fu annunciato l'inizio della lavorazione con la regia di William Keighley e la coppia formata da Mark Stevens e Anne Baxter nei ruoli principali.
Nel gennaio 1947 fu decisa la sostituzione del regista con il più affidabile Lloyd Bacon e nel febbraio 1947, in una nota scritta di suo pugno, Darryl Zanuck suggeriva il nome di June Allyson per il ruolo di Molly, quello di Celeste Holm per la parte di Zeena e quello di Marlene Dietrich per il personaggio dell'inquietante Lilith Ritter. In alternativa a quello della Dietrich, prendeva in considerazione i nomi di altre due mature professioniste come Luise Rainer e Constance Bennett. Subentrato Edmund Goulding alla regia, i due ruoli femminili furono invece affidati a giovani attrici relativamente poco conosciute, Coleen Gray e Helen Walker, mentre l'unico nome di richiamo, sul quale gravava l'onere delle fortune pubblicitarie del film, rimaneva quello del popolarissimo Tyrone Power. L'operazione non sortì l'effetto desiderato. Suscitando furiose polemiche alla sua uscita nelle sale, perché il pubblico statunitense non tollerava di vedere uno dei suoi divi più amati nei panni di un personaggio decisamente respingente, il film si rivelò un insuccesso commerciale, poi rivalutato in sede critica nel corso dei decenni.

## Remake
Il film ha ricevuto un nuovo adattamento molti anni dopo con la regia di Guillermo del Toro e con Bradley Cooper nel ruolo che fu di Tyrone Power e Cate Blanchett nei panni della spietata Lilith Ritter.